# Мемуары Ванитаса
«Мемуары Ванитаса» (яп. ヴァニタスの手記 Ванитасу но карутэ) — сёнэн-манга, созданная Дзюн Мотидзуки. Главы публикуются в ежемесячном журнале Monthly Gangan Joker с 22 декабря 2015 года. На русском языке лицензирована издательством «Истари комикс». Действие в манге развивается в Париже XIX века в тематике стимпанка и вампиров.
28 марта 2021 года была анонсирована аниме-адаптация. Премьера аниме-сериала состоялась летом 2021 года.

## Сюжет
Париж, XIX век. Эпоха стимпанка. Вампир Ной Архивист прибывает в Париж в поисках «Мемуаров Ванитаса», книги, которая по легенде может управлять истинными именами вампиров, а её обладатель станет тем, кто их уничтожит. На подступах к городу он встречает владельца этой книги, таинственного человека, который взял себе имя Ванитас и занимается излечением вампиров, обуреваемых жаждой крови. Тот предлагает ему присоединиться.

## Персонажи
- Ной Архивист (яп. ノエ・アルシヴィスト) — молодой провинциальный вампир, живший в лесах Оверни, в Альтусе. Ему поручено Учителем распознать силу «Мемуаров Ванитаса». Обладает силой видеть прошлое того, чью кровь он пьет.

Сэйю: Кайто Исикава
- Ванитас (яп. ヴァニタス) — человек, владелец «Мемуаров Ванитаса», самозаявленный доктор вампиров. Он — тот, кто унаследовал имя Ванитаса и его книгу. Подвергался экспериментам Моро под номером 69, поэтому обладает несвойственной людям живучестью и способен отбирать силу вампиров прикосновением левой руки.

Сэйю: Нацуки Ханаэ
- Ванитас Голубой Луны (яп. 蒼月の吸血鬼) — оригинальный Ванитас, первый из вампиров Голубой Луны и создатель «Мемуаров Ванитаса». Он поклялся отомстить вампирам Кровавой Луны, из которых в основном и состоит сообщество вампиров.
- Жанна (яп. ジャンヌ) — бывший легендарный палач (фр. bourreau) времён войны между людьми и вампирами, известная под прозвищем Ведьма адского пламени, на момент событий манги служила Луке в качестве шевалье. Жанна вооружена механизированной латной перчаткой Carpe diem, способной изрыгать пламя и приводимой в движение при помощи астермита. При первой встрече с Ванитасом, пыталась отнять его книгу по приказу Луки, однако потерпела поражение. По мере общения с Ванитасом начинает испытывать к нему романтические чувства.

Сэйю: Инори Минасэ
- Люциус "Лука" Орифлейм (яп. ルキウス・オリフラム) — юный вампир, племянник лорда Рутвена и будущий Великий герцог Орифлейм, фактически наследник трона. Искал «Мемуары Ванитаса», уничтожив которые он надеялся спасти от проклятия Голубой Луны своего старшего брата Локи.

Сэйю: Сихо Симодзи
- Доминик "Доми" де Сад (яп. ドミニク・ド・サド) — девушка из знатного рода вампиров де Сад, младшая дочь маркиза де Сада, лорда Альтуса, наследница семьи. Подруга детства Ноя, влюблена в него. Служит в королевской гвардии, носит форму и палаш, также её регулярно сопровождает небольшой автомат, Крейслер, единственной функцией которого   по видимому является разбрасывание лепестков роз перед появлением Доми в каком-нибудь месте.

Сэйю: Аи Каяно
- Луи де Сад (яп. ルイ・ド・サド) — брат-близнец Доми и друг детства Ноя.

Сэйю: Миюри Симабукуро
- Данте (яп. ダンテ) — дампир, информатор Ванитаса. Ему часто помогают его партнёры дампиры Ричи и Йохан.

Сэйю: Таро Киюти
- Амелия Рут (яп. アメリア・ルース) — проклятая девушка-вампир, чье искаженное имя Эглантин, Темница Шипов. После того, как она была исцелена Ванитасом, к ней вернулось её истинное имя — Флорифель. Избавившись от проклятия и избежав казни, по приказу графа Орлока стала работать горничной в отеле Шушу, в котором Ванитас и Ной жили во время их пребывания в Париже.

Сэйю: Норико Ситая
- Паркс Орлок (яп. パークス・オルロック) — знатный вампир, граф. Назначен от имени Королевы управлять делами вампиров в Париже мира людей, решая спорные вопросы между людьми и вампирами и предоставляя доступ к "Барьеру", пространственному искажению, связывающему мир людей и Альтус, мир вампиров. Сперва не поверил в силу «Мемуаров Ванитаса» и настаивал, что излеченная от проклятия Амелия Рут, должна быть обезглавлена палачом, согласно традиции, однако позже изменил свою точку зрения, и взял Ванитаса и Ноя под свою опеку и наблюдение.

Сэйю: Итару Ямамото
- Нокс (яп. ノックス) — служанка и телохранитель графа Орлока. Работает вместе со своим братом, Манетом.

Сэйю: Ариса Кёто
- Манет (яп. マーネ) — слуга и телохранитель графа Орлока. Работает вместе со своей сестрой, Нокс.

Сэйю: Ицуки Курита
- Вероника де Сад (яп. ヴェロニカ・ド・サド) — старшая сестра Доми, одна из личных телохранителей Королевы — Клыков. Любовница маркиза Макины, органически не переносит людей.

Сэйю: Ёко Хикаса
- Август Рутвен (яп. オーガスト・ルスヴン) — лорд, член Сената в мире вампиров. Обладает большим влиянием, считается архитектором мира между людьми и вампирами, остановившим многолетнюю кровопролитную войну.

Сэйю: Тосиюки Морикава
- Роланд[уточнить] Фортис (яп. ローラン・フォルティス) — Охотник Церкви, служащий в катакомбах Парижа. Известен как Шестой Паладин или Яшма, бывший подчиненный Оливье. Его излюбленным оружием является хитроумно изготовленное копьё Дюрандаль.

Сэйю: Кэнго Каваниси
- Лоуренс Оливье (яп. オリヴィエ) — Охотник Церкви, Паладин, известный как Обсидиан, бывший начальник и старый друг Роланда. Он вооружен механизированным мечом Альтеклер.

Сэйю: Томоаки Маэно
- Астольфо Гранатум (яп. アストルフォ・グラナトゥム) — самый юный Паладин Охотников Церкви. Известен как Гранат. Его семья, знатный род Гранатум была издревле связана с Церковью, и была уничтожена из-за того, что Астольфо пожалел и приютил юного вампира, который провел в их поместье банду своих друзей. Единственный выживший из всей семьи, Астольфо яростно ненавидит вампиров и пытается уничтожить их при первой возможности. Вооружен копьем Луизетта, за поясом носит отравленный нож.

Сэйю: Аюми Мурасэ
- Моро (яп. モロー) — сумасшедший ученый, одержимый идеей превращения человека в вампира. Чтобы получить финансирование и материал для работы Моро сперва стал работать на Охотников Церкви, проводя эксперименты на людях и вампирах, включая юного Ванитаса, которому он присвоил номер 69. Однако после того, как Вампир Голубой Луны частично разрушил его лабораторию, Охотники узнали о проводимых экспериментах и изгнали его. Моро нашёл себе нового таинственного покровителя, тайком вернулся в свою старую лабораторию в катакомбах, и продолжил свои изыскания.

Сэйю: Козо Дозака
- Учитель (яп. 先生) — дедушка Луи, Доми, Вероники и Антуана де Сад, один из приближенных Королевы вампиров, известен под прозвищем Безликий и считается одним из могущественнейших вампиров. Нашёл и воспитал Ноя, которого он называет фр. mon chaton или "мой котенок". Именно он отправил Ноя в Париж, чтобы он выяснил чем являются «Мемуары Ванитаса».

Сэйю: Акира Исида
- Хлоя д'Апше (яп. クロエ・ダプシェ) — одна из старейших вампиров, родилась в XVI веке, в знатной семье д'Апше, известна под прозвищем Серебряная ведьма. Семья д'Апше поколениями занималась созданием Фальсификатора, машины, при помощи звуков изменяющей структуру мира, для того, чтобы выполнить волю отца Хлои, и превратить её из вампира в человека. Во время войны между людьми и вампирами, молодой Август Рутвен посетил замок д'Апше в провинции Жеводан и подружился с ней. Он периодически посещал Хлою и рассказывал ей о событиях, происходивших вне её замка, а однажды оставил погостить у неё маленькую Жанну, к которой Хлоя очень привязалась.

Сэйю: Риэ Кугимия
- Жан-Жак Частел (яп. ジャン＝ジャック・シャステル) — молодой вампир, родившийся в одном из сёл Жеводана, неподалеку от замка д'Апше. Презираемый своим отцом-человеком, Жан-Жак сдружился с Хлоей и стал её защитником, пожертвовав своё истинное имя и став Жеводанским зверем.

Сэйю: Даики Хамано

## Медиа

### Манга
Название новой работы Дзюн Мотидзуки впервые было объявлено в ноябрьском выпуске Gangan Joker за 2015 год, вскоре после завершения её предыдущей работы — «Сердец Пандоры». 2 апреля 2020 года Дзюн Мотидзуки объявила, что манга уйдет на бессрочный перерыв из-за пандемии COVID-19. Публикация манги была возобновлена 25 ноября того же года.

#### Список томов
| №  | Японский             | Японский               | Русский             | Русский                |
| №  | Дата публикации      | ISBN                   | Дата публикации     | ISBN                   |
| -- | -------------------- | ---------------------- | ------------------- | ---------------------- |
| 1  | 22 апреля 2016 года  | ISBN 978-4-7575-4961-6 | Февраль 2021 года   | ISBN 978-5-6044290-6-8 |
| 2  | 22 октября 2016 года | ISBN 978-4-7575-5105-3 | Август 2021 года    | ISBN 978-5-6044290-7-5 |
| 3  | 22 апреля 2017 года  | ISBN 978-4-7575-5329-3 | Август 2021 года    | ISBN 978-5-6044290-8-2 |
| 4  | 22 ноября 2017 года  | ISBN 978-4-7575-5505-1 | Февраль 2022 года   | ISBN 978-5-6044290-9-9 |
| 5  | 21 июля 2018 года    | ISBN 978-4-7575-5758-1 | Февраль 2022 года   | ISBN 978-5-6044291-0-5 |
| 6  | 22 февраля 2019      | ISBN 978-4-7575-5996-7 | 30 июля 2022 года   | ISBN 978-5-6044291-1-2 |
| 7  | 21 октября 2019 года | ISBN 978-4-7575-6269-1 | Февраль 2023 года   | ISBN 978-5-907539-27-3 |
| 8  | 22 июня 2020 года    | ISBN 978-4-7575-6635-4 | 25 мая 2023 года    | ISBN 978-5-907539-28-0 |
| 9  | 22 июня 2021 года    | ISBN 978-4-757-57231-7 | 3 августа 2023 года | ISBN 978-5-907539-29-7 |
| 10 | 20 июля 2022 года    | ISBN 978-4-7575-7826-5 | 16 января 2024 года | ISBN 978-5-907539-90-7 |
| 11 | 22 апреля 2024 года  | ISBN 978-4-7575-8226-2 | 5 февраля 2025 года | ISBN 978-5-907841-85-7 |

### Аниме
28 марта 2021 года было объявлено, что сериал получит аниме-адаптацию от студии Bones под руководством Томоюки Итамуры, сценарий напишет Дэко Акао, а дизайн персонажей создаст Ёсиюки Ито.
Премьера сериала состоялась 2 июля 2021 года, аниме должно будет идти два «кура», то есть две части по 12 серий с перерывом в три месяца.
Funimation лицензировала сериал за пределами Азии. Plus Media Networks Asia лицензировала серию в Юго-Восточной Азии и выпустила её на Aniplus Asia.
5 августа 2021 года Funimation объявили, что сериал получит английский дубляж, премьера которого состоялась на следующий день.
Премьера второй части сериала состоялась 10 января 2022 года. Тема открытия — «Sora to Utsuro» в исполнении Sasanomaly, а закрывающая тема «0 (Zero)» в исполнении LMYK.

## Критика
Дзюн Мотидзуки удается уникально сочетать фэнтезийный сеттинг XIX века с отсылками на современность. Особенно примечательно внимание к мельчайшим деталям — одежде людей на улицах или дизайне воздушного корабля La Baleine. В отличие от прошлой работы автора «Сердца Пандоры», бравшей вдохновение в «Приключениях Алисы в стране чудес», «Мемуары Ванитаса» вдохновляются мифологией и классическими сказками.
Премьера аниме была положительно оценена критиками, особенно была отмечена его стилистика и захватывающий визуальный ряд сериала.